# Bés
Bés (szlovákul: Beša) község Szlovákiában, a Kassai kerület Nagymihályi járásában.

## Fekvése
Nagykapostól 11 km-re délnyugatra, a Latorca és a Laborc összefolyásának közelében fekszik.

## Története
1260 és 1279 között a Hont-Pázmány nemzetség birtokainak összeírásában említik először . A 14. században már állt első temploma. 1427-ben öt portája volt, birtokosai a Csicseri, Fodor, Orosz és Ormos családok. A 16. században Perényi Péter birtoka.
A 18. század végén, 1796-ban Vályi András így ír róla: „BÉS. Tót falu Ungvár Vármegyében, földes Ura Gróf Klobusitzky Uraság, lakosai katolikusok, és ó hitűek, fekszik délröl, Latorcza folyó vize mellett, melly innen napnyugotra foly, és a’ Laborecz vizével nagyobbíttatik, fekvése vidám, szántó földgyei termékenyek, erdei gazdagok.”
Fényes Elek 1851-ben kiadott geográfiai szótárában így ír a faluról: „Bézs, magyar falu, Ungh vgyében, Kaposhoz nyugotra 1 1/4 mfd-nyire: 19 r., 13 g. kath., 7 evang., 865 ref., 10 zsidó lak. Ref. anyatemplom. Határa nagy és termékeny, de mivel a Laborcza és Latorcza közt fekszik, az áradásoktól gyakran szenved. Szép tölgyes erdeje van. F. u. gróf Klobusiczky. – Utolsó postája Ungvár.”
1920-ig Ung vármegye Nagykaposi járásához tartozott, majd az újonnan létrehozott csehszlovák államhoz csatolták. 1938-1945 között ismét Magyarország része.

## Népessége
| Év:            | 1994. | 2004.   | 2014.   | 2024. |
| -------------- | ----- | ------- | ------- | ----- |
| Emberek száma: | 393   | 372     | 363     | 363   |
| Eltérés:       |       | -5,34 % | -2,41 % | +0 %  |

| Év:            | 2023. | 2024.   |
| -------------- | ----- | ------- |
| Emberek száma: | 362   | 363     |
| Eltérés:       |       | +0,27 % |

1910-ben 678-an, túlnyomórészt magyar anyanyelvűek lakták.
2001-ben 378-an lakták: 350 fő magyar és 26 szlovák.
2011-ben 363 lakosából 298 magyar, 44 szlovák és 21 ismeretlen nemzetiségű volt.

## Nevezetességei
- Református temploma 1793-ban épült klasszicista stílusban, 1903-ban megújították.